# Muslimanska napredna stranka
Muslimanska napredna stranka (MNS), muslimanska politička stranka u Bosni i Hercegovini, osnovana je 1908. godine, od strane "Naprednih muslimana". Na čelu joj je bio Ademaga Mešić. Zastupala je prohrvatski stav, ali je zbog slabe podrške širih masa revidirala svoj program i 1910. promijenila ime u Muslimanska samostalna stranka (MSS). Najveća muslimanska politička stranka nakon izbora 1910. bila je Muslimanska narodna organizacija (MNO).
Osnivač Ademaga Mešić nije se slagao s Muslimanskom narodnom organizacijom, protuaustrijskom i sa srpskom politikom povezanom organizacijom, proistekloj iz muslimanskog pokreta za vakufsko-mearifsku autonomiju,. Muslimansku naprednu stranku radi promicanja pravaške ideologije i hrvatskog nacionalizma među bosanskohercegovačkim muslimanima i suzbijanja srpskih političko-nacionalnih pretenzija prema Bosni i Hercegovini.
Nakon proglasa aneksije 1908., kada je MNO bio u opoziciji, MNS je vidio mogućnost da se nametne kao politički predstavnik muslimana te su podržali aneksiju. Veoma se je zanimao za obećani ustav, još od careva proglasa. U svezi s tim, u svojemu poluslužbenom glasilu Muslimanska svijest zagovara pripajanje Bosne i Hercegovine matici Hrvatskoj, u čemu je MNS vidio način rješavanja ustavnog pitanja. Osim toga traži zaštitu jezika domaćeg stanovništva Bosne i Hercegovine od kolonizacije favoriziranih narodnosti u Monarhiji, u prvom redu Nijemaca.